# Христос на троне с поклоняющимися ему ангелами
«Христос на троне с поклоняющимися ему ангелами» (итал. Cristo in trono adorato da angeli) — картина итальянского живописца Джованни да Милано. Создана в 1371 году. Хранится в Пинакотеке Брера в Милане (в коллекции с 1970 года).

## История
За эпохой Данте Алигьери и Джотто ди Бондоне наступил глубокий поворот в культуре Европы, отмеченный чумой 1348 года. Свидетельством возврата к архаической суровости живописи второй половины XIV века являются произведения Джованни да Милано, уроженца провинции Комо, который стал основоположником тосканской последжоттовской школы.
Эта доска появилась в коллекции Пинакотеки в 1970 году благодаря вмешательству «Друзей Брери». Это единственная работа художника, которая хранится на его родине. «Христос на троне», вероятно, был центральной доской полиптиха (части которого сейчас находятся в разных музеях мира), в 1371 году написанного Джованни да Милано для флорентийского монастыря Санта-Мария-дельи-Анджели.

## Описание
Сюжет картины вдохновлён Апокалипсисом: Христос показан как Всевышний судья и повелитель. Хорошо читаемый текст книги начинается словами: «Ego sum alpha et omega» («Я есть альфа и омега [начало и конец] всего»).
Фронтальная фигура Христа на троне, украшенного головами львов, выделяется на плотном золотом фоне, также благодаря сохранившемуся насыщенному колориту. Лицо Христа изображено в идеальном фронтальном ракурсе, но его взгляд обращён не на зрителя. Снова возникает тема неземного покоя и разницы божественного и человеческих начал в духе византийского искусства.
Трон Христа напоминает низкую императорскую скамейку, украшенный символическими головами львов; высокие ступеньки, ведущие на подиум покрыты великолепной парчой. По бокам изображены в профиль четыре ангела на коленях, которые будто бы боятся Всевышнего судьи.